# VIC (撮影技術会社)
株式会社VIC（かぶしきがいしゃビック）は、東京都港区にある放送派遣事業を業務とする会社。2020年12月に株式会社ビジュアルコミュニケーションズから社名変更した。
業務内容としてはテレビ番組、ビデオパッケージ（VP）のほか、3D映像制作や撮影業務、編集の他に機材レンタル、ハウススタジオの貸し出しを行う。